# Beinheim
Beinheim (a volte ricordato come Beinkeim, Bänem in dialetto alsaziano) è un comune francese di 1 924 abitanti situato nel dipartimento del Basso Reno nella regione del Grand Est. È situato lungo il corso del Reno, sul confine con la Germania.

## Società

### Evoluzione demografica
Abitanti censiti